# Песяки
Песяки или Песеке (на албански: Pesjakë или Pesjaka) е село в Република Албания, община Дебър (Дибър), административна област Дебър.

## География
Селото е разположено в историкогеографската област Поле в западното подножие на планината Дешат, на няколкостотин метра северно от Макелари, на което на практика е махала.

## История

### Праистория
В 1991 година край селото е открито селище от бронзовата епоха.

### В Османската империя
В „Етнография на вилаетите Адрианопол, Монастир и Салоника“, издадена в Константинопол в 1878 година и отразяваща статистиката на населението от 1873 година Песяки (Pésyaki) е посочено като село с 30 домакинства с 84 жители помаци.
На Етнографската карта на Битолския вилает на Картографския институт в София от 1901 година Песяк е чисто албанско село в Дебърската каза на Дебърския санджак с 15 къщи.

### В Албания
След Балканската война в 1913 година селото попада в новосъздадена Албания.
В 1915 година, по време на Първата световна война, селото е анексирано от Царство България. Към 1 март 1916 година Песеке е част от Кърчищката община на българската Дебърска околия.
През Първата световна война австро-унгарските военни власти провеждат преброяване в 1916-1918 година в окупираните от тях части на Албания и Песяк е регистрирано като село със 130 албанци мюсюлмани. Езиковедите Клаус Щайнке и Джелал Юли смятат резултатите от преброяването за точни.
До 2015 година селото е част от община Макелари.